# Bactériophage T5
Le bactériophage T5 est un virus caudé appartenant à la famille des Siphoviridae. Il possède donc une queue longue non contractile. C'est un phage strictement lytique qui infecte Escherichia coli.

## Structure

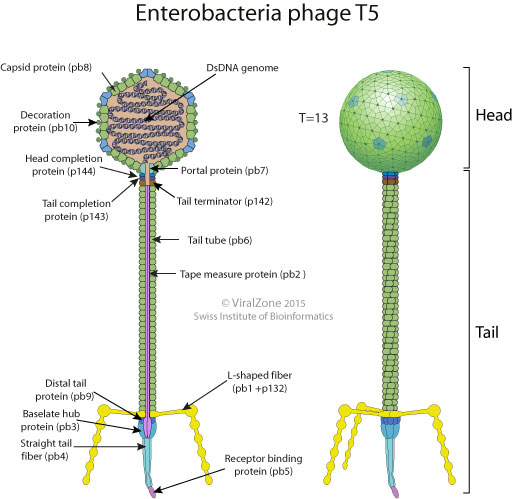
Dessin schématique d'un virion du Bactériophage T5 (coupe transversale et vue latérale)

Il est constitué d’une capside icosaédrique de 90 nm de diamètre, contenant son génome : un ADN double brin de 121 000 paires de bases (121 kbp), ainsi que d'une queue de 250 nm lui permettant de reconnaitre la bactérie cible et d'y injecter son génome. L'extrémité de la queue se termine en forme de cône au bout duquel se trouve un récepteur à une protéine de la membrane externe de la bactérie (FhuA) (en). La queue est également équipée de trois "pattes" qui interagissent avec la partie sucrée des lipopolysaccharides à la surface de la bactérie.

## Organisation du génome
Le génome du bactériophage T5 est divisé en trois parties :
- une partie correspondant à 8 % du génome total, à l'extrémité injectée en premier (cf. Infection). Cette partie du génome code des protéines impliquées dans l’arrêt de la réplication/transcription/traduction bactérienne ainsi que la destruction de l’ADN de l'hôte. Cet ADN primo injecté code également une déoxyribonucléotidase, probablement pour éviter l’accumulation toxique de dNMPs ;
- la partie de 8 à 67 % du génome code des gènes précoces (exprimés à la fin de l'injection de l'ADN viral). Ces gènes codent des protéines impliquées dans la réplication de l’ADN, le métabolisme des nucléotides et des facteurs de lyse de la cellule ;
- de 67 à 90 % du génome, comprenant principalement les gènes tardifs (expression à partir de 12-13 minutes post-infection). Ce sont principalement des gènes dits « structuraux » : les protéines codées servent à l'assemblage de nouveaux virions.

Remarque : les 10 % à la fin du génome sont une répétition directe de l'autre extrémité.

## Infection
Lors de l'interaction entre la bactérie et la queue du phage, cette dernière subit des changements de conformation qui permettent de mettre en place une structure stable au travers du périplasme de la bactérie et de déclencher l'ouverture de la capside et l'éjection de l'ADN viral. Celui-ci devra être déroulé pour passer directement dans le cytoplasme via le canal formé par la queue. La vitesse d'injection est de l'ordre de trois à quatre mille paires de base par seconde.
In vivo, l'injection d'ADN est interrompue quand une première partie du génome est dans le cytoplasme (8 % du génome total), une synthèse de protéine virales codées par ce premier segment est réalisée avant que le transfert d'ADN ne reprenne.
La lyse de la bactérie est provoquée par l'expression de certaines protéines et l'accumulation de virions dans le cytoplasme.